# PDBe-KB
بانک اطلاعاتی پروتئین‌ها در اروپا - پایگاه دانش (انگلیسی: Protein Data Bank in Europe – Knowledge Base) که بیشتر با نام اختصاری PDBe-KB شناخته می‌شود، یک منبع جامع و یک‌پارچه آزاد و همگانی است که هدفش قرار دادنِ داده‌های ساختمان ماکرومولکولی در زمینهٔ زیست‌شناختی آنها و ارائه کردن آن به پژوهش‌گران و جامعهٔ علمی است تا بدین طریق از پژوهش بنیادی، پژوهش‌های کاربردی‌سازی و آموزش علمی حمایت و پشتیبانی نماید. این مجموعه بخشی از «مؤسسهٔ بیوانفورماتیک اروپا» (EMBL-EBI) است که مقر اصلیِ آن در شهر هینکستون انگلستان است.